# Nikita Koloff
Nelson Scott Simpson, noto con il ring name Nikita Koloff (Minneapolis, 9 marzo 1959), è un ex wrestler statunitense.
Durante gli anni ottanta ed inizio anni novanta, lottò con il soprannome "The Russian Nightmare" (L'incubo russo), un gioco di parole con il soprannome di un altro celebre wrestler favorito del pubblico, "The American Dream" Dusty Rhodes (infatti, fu proprio Rhodes a ideare il suo soprannome).
Nikita fu portato nella National Wrestling Alliance da suo "zio" Ivan Koloff per provare agli americani la superiorità Sovietica. (kayfabe). Il suo personaggio venne accreditato come proveniente da Mosca in Russia, e in seguito dalla Lituania, a causa del crollo dell'Unione Sovietica.
Nel 1984, Simpson ha cambiato legalmente il suo vero nome di nascita in Nikita Koloff.

## Carriera

### Jim Crockett Promotions e World Championship Wrestling (1984–1989)

#### The Russians

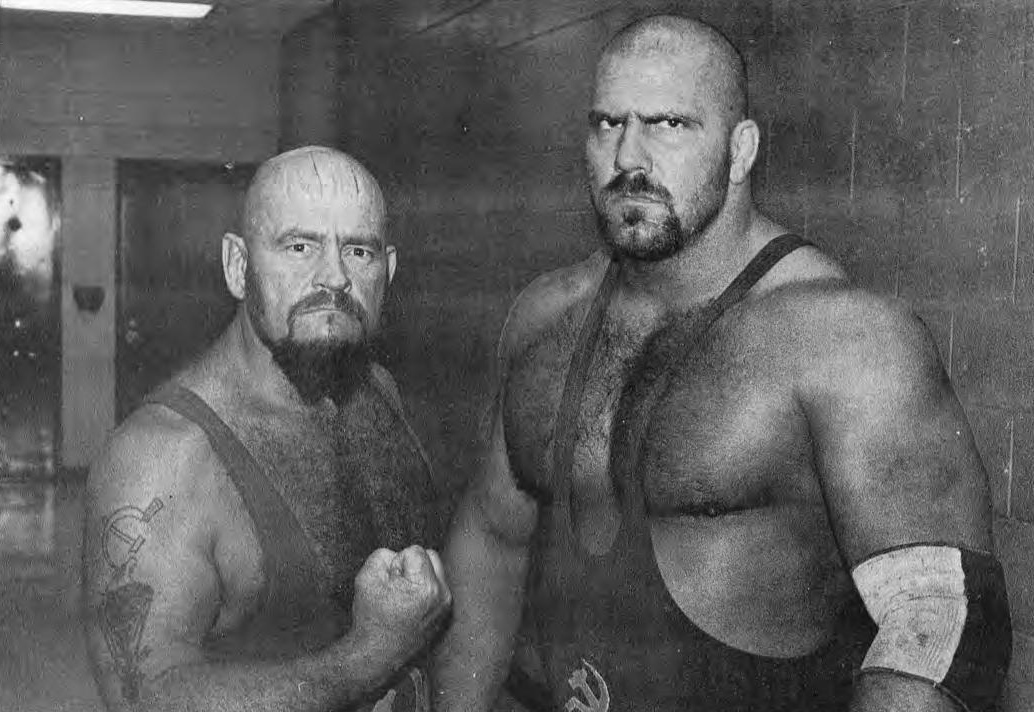
The Russians: Ivan & Nikita Koloff (1986)

Nel 1984, Simpson, dotato di un fisico possente e muscoloso, stava per effettuare un provino per entrare nella USFL, quando Road Warrior Animal, gli chiese se avesse mai considerato l'idea di diventare un wrestler professionista. Simpson decise di provare e di cimentarsi nella lotta. Jim Crockett Jr., lo storico promoter della Jim Crockett Promotions, lo rinominò Nikita Koloff, e lo mise a combattere insieme a Ivan Koloff, accreditato come suo "zio", e a Don Kernodle. La loro squadra di heel, si sarebbe chiamata "The Russians". Koloff debuttò nel 1984 vincendo il suo primo match in appena 13 secondi, grazie alla sua impressionante potenza fisica.
Successivamente, Koloff lottò per qualche tempo a Porto Rico nella WWC dove ebbe un feud con Hercules Ayala.
Koloff affinò sempre di più la sua abilità sul ring, perfezionando le sue tecniche e cercando di rendere sempre più convincente la sua gimmick del "russo comunista cattivo". Imparò quindi anche qualche parola in lingua russa, e si rifiutava di uscire dal personaggio, persino al di fuori del ring.
Quando Kernodle se ne andò, "zio" Ivan introdusse nella stable un nuovo compagno di nome Krusher Khruschev, che avrebbe combattuto insieme a lui e Nikita. Nel dicembre 1984, Jim Crockett premiò i Russians con la conquista delle cinture NWA World Six-Man Tag Team Championship. Tre mesi dopo, il 18 marzo 1985, Koloff e Ivan sconfissero Dusty Rhodes e Manny Fernandez aggiudicandosi anche il NWA World Tag Team Championship. Ivan invocò la "regola Freebird" con la quale era permessa la difesa delle cinture da parte di qualsiasi dei tre membri della squadra. Ivan e Krusher persero comunque i titoli contro i Rock 'n' Roll Express (Ricky Morton & Robert Gibson) il 9 luglio seguente.
Prima di uscire dalla Jim Crocket Promotions, Ivan & Nikita Koloff si scontrarono con i campioni mondiali di coppia AWA, i celebri Road Warriors, combattendo contro di loro in match brutali sia nell'AWA che in NWA durante tutto il 1985. Il più famoso dei loro match rimane un Russian Chains Match, vinto dai Road Warriors, che fu votato incontro dell'anno dai lettori di Pro Wrestling Illustrated.
Tre mesi dopo, i Koloff riguadagnarono le cinture NWA World Tag Team dai Rock 'N Roll Express, il 13 ottobre, ma le ripersero contro gli stessi avversari il 28 novembre a Starrcade (1985), durante uno Steel Cage Match.

#### NWA United States Heavyweight Champion
Nella primavera del 1986, Koloff diede vita ad uno dei feud più celebri nella storia della Jim Crockett Promotions, quando attaccò Magnum T.A., il campione NWA United States Heavyweight. Koloff e T.A. si scontrarono per tutta l'estate. Il match risolutivo si tenne il 17 agosto e vide numerose interferenze pro-Nikita da parte di Kruschev e Ivan. Nikita sconfisse T.A. diventando così Campione USA.
Il mese seguente, Koloff sconfisse Wahoo McDaniel unificando il titolo US con il titolo NWA National Heavyweight Championship.

#### Super Powers
Nel frattempo, i tempi stavano cambiando grazie alla Perestrojka, e l'era dei "comunisti russi cattivi mangia bambini" stava giungendo alla fine. Venne quindi deciso di far diventare Nikita Koloff un face. Il cambio di atteggiamento avvenne il 24 ottobre a Charlotte (Carolina del Nord). Dusty Rhodes aveva bisogno di un partner per combattere contro Ole Anderson e James J. Dillon in un match nella gabbia. I fan impazzirono di gioia quando Koloff entrò nella gabbia per aiutare Rhodes. La serata fece diventare velocemente Koloff uno dei top face della NWA, e l'ex cattivo iniziò anche a combattere in coppia con Rhodes nel tag team denominato "Super Powers".
In seguito alla sua entrata nella schiera dei "buoni", Nikita si imbarcò in un feud con il campione mondiale NWA Ric Flair. Gli incontri tra i due furono molto equilibrati, e Flair riuscì a mantenere la cintura solamente grazie alle interferenze dei suoi compagni dei Four Horsemen, che lo salvarono in più di un'occasione.
Nei primi mesi del 1987, Koloff continuò anche a difendere il titolo United States contro vari membri degli Horsemen, e anche contro il vecchio alleato Ivan Koloff.

#### WCW World Television Champion
L'11 luglio 1987, Koloff perse il titolo affrontando Lex Luger in uno steel cage match, terminando un regno da campione US durato ben undici mesi (il 4º regno più lungo nella storia della cintura). Koloff si rifece comunque alla svelta, vincendo il NWA World Television Championship da Tully Blanchard il 27 agosto.
Koloff perse la cintura di NWA TV Champion in favore di Mike Rotunda il 30 gennaio 1988. Poco dopo lasciò la federazione a causa di problemi di salute della moglie.

### American Wrestling Association and Universal Wrestling Federation (1989–1990)
A fine 1989, Koloff tornò a combattere nell'AWA di Verne Gagne. La federazione era in difficoltà economiche da tempo, e diede subito a Nikita lo status di stella della compagnia, posizionandolo subito in un feud con il campione AWA World Heavyweight Champion Larry Zbyszko. L'esperienza non fu però di lunga durata, e dopo qualche match in cui Nikita non riuscì comunque a vincere il titolo da Zbyszko, Koloff lasciò la AWA.

### World Championship Wrestling (1991–1992)
Koloff ritornò nella WCW il 24 febbraio 1991 durante WrestleWar attaccando Lex Luger. Nikita, ora tornato uno dei "cattivi", affermava che Luger gli aveva rubato il titolo USA nel 1987, e che adesso lo rivoleva indietro. Dopo essersi scontrato più volte con Luger senza essere riuscito a strappargli la cintura, il prossimo feud di Nikita fu quello contro Sting. La rivalità si risolse in un "Russian Chains Match" tra i due, vinto da Koloff, tenutosi a Great American Bash il 14 luglio.
Koloff riapparve nel febbraio 1992, questa volta tornato nuovamente face, e salvando Sting dall'attacco della Dangerous Alliance, una stable heel che stava mettendo a ferro e fuoco la WCW. Nikita spiegò di essersi sinceramente pentito di aver combattuto in precedenza contro Sting, che invece stimava moltissimo sia come lottatore che come uomo. Koloff si unì alla squadra di Sting (che comprendeva anche Ricky Steamboat, Barry Windham, e Dustin Rhodes) nella faida contro Rick Rude, Steve Austin, Arn Anderson, Larry Zbyszko, e Bobby Eaton, e i due team si affrontarono a WrestleWar (1992). Nei mesi seguenti, la WCW programmò per Nikita un feud contro Rick Rude con in palio il WCW United States Heavyweight Championship, ma Koloff non riuscì mai a strappare la cintura a Rude.

#### Ritiro

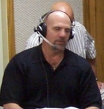
Nikita Koloff nel 2006

Sempre nel 1992, Nikita si scontrò con il mastodontico Big Van Vader, che a Halloween Havoc '92, pose fine (accidentalmente o meno) alla carriera di Koloff con un potente colpo alla testa dato con troppa forza. La botta causò seri danni alle vertebre cervicali di Nikita, e come se non bastasse, Koloff si procurò anche un'ernia cercando di sollevare e schiacciare al teppeto Vader. A causa degli infortuni rimediati, Koloff fu costretto a ritirarsi nel pieno della carriera.

## Personaggio

### Mossa finale
- Russian Sickle (Lariat)

### Manager
- Ivan Koloff
- Pedro Biaggi

### Soprannomi
- "The Russian Nightmare"
- "The Russian Road Warrior"

## Titoli e riconoscimenti
Jim Crockett Promotions/ World Championship Wrestling
- NWA National Heavyweight Championship (1)
- NWA United States Heavyweight Championship (1)
- NWA World Six-Man Tag Team Championship (1– con Ivan Koloff e Krusher Khruschev, poi con Koloff e Baron Von Raschke dopo l'infortunio di Kruschev)
- NWA World Tag Team Championship (2– con Ivan Koloff)
- NWA World Television Championship (1)
- UWF World Television Championship (1)
- Jim Crockett, Sr. Memorial Cup Tag Team Tournament (1987)  con Dusty Rhodes

National Wrestling Alliance
- NWA Hall of Fame (2008)

Pro Wrestling Illustrated
- 19º tra i 500 migliori wrestler singoli nella PWI 500 (1991)
- 17º tra i 500 migliori wrestler singoli nella PWI 500 (1992)
- 113º  tra i 500 migliori wrestler singoli nella "PWI Years" (2003)
- Feud of the Year con Dusty Rhodes e i The Road Warriors vs. i Four Horsemen. (1987)
- Most Inspirational Wrestler of the Year (1987)